# نتيفوت
نتيفوت  هي مستوطنة إسرائيلية تقع إلى الجنوب في إسرائيل، و إلى الشرق من قطاع غزة. اشتهرت بمزار مقبرة الحاخام اليهودي بابا سالي.

## أحداث
دخلت نيتيفوت ضمن البلدات التي سقطت عليها مجموعة من الصواريخ، حيث سقط صاروخ كاتيوشا من قبل حركة المقاومة الإسلامية (حماس) الذي أطلق من قطاع غزة، و قد إنفجر الصاروخ في منطقة مفتوحة ولم يسبب أي إصابات، لكنه وقع بالقرب من قبر الحاخام اليهودي (بابا سالي) الذي يعد واحدا من رموز اليهود الشرقيين في إسرائيل.

## أعلام
- إسرائيل أبو حصيرة